# Gašper Jemec
Gašper Jemec, slovenski akademski slikar, magister umetnosti, * 25. oktober 1975, Kranj (takratna SFR Jugoslavija, sedaj Republika Slovenija).
Dodiplomsko in podiplomsko se je izobraževal na slikarskem oddelku in oddelku novih medijev na ljubljanski Akademiji za likovno umetnost (sedaj ALUO), kjer je študiral pod mentorstvom akademika prof. Janeza Bernika (1994-1996), prof. Gustava Gnamuša (1996-1998), prof. Bojana Gorenca (1998-2000) in prof. Sreča Dragana (2000-2002). V letu 1999 je prejel štipendijo za študij slikarstva pri prof. Vaughnu Clayu na Indiana University of Pennsylvania v ZDA, v letih 2001-2002 pa, kot Herderjev štipendist sklada Alfred Toepfer iz Hamburga, kiparstvo pri prof. Gerdi Fassel na Univerzi za uporabne umetnosti Univerze na Dunaju.
Študijsko se je izpopolnjeval, bival in ustvarjal v Indiani, Los Angelesu, New Yorku, na Dunaju, v Hamburgu, Sakaideju, Valenciji, Moskvi, Galwayu, Normandiji, na Tasmaniji in v Londonu. Prejel je več mednarodnih nagrad in priznanj, njegova dela so vključena v vrsto javnih in zasebnih umetniških zbirk, mdr. v umetniško zbirko Evropskega parlamenta in umetniško zbirko Evropske komisije v Palači Berlaymont v Bruslju.
Svoja dela je predstavil na samostojnih razstavah in projektih v tujini, mdr. v Los Angelesu, Chicagu, New Yorku, Berlinu, Hamburgu, Moskvi, Benetkah, Trstu, Londonu, Barceloni, Pragi, Sakaideju, Varšavi, Queenstownu, Parizu, na Dunaju.
Dela Gašperja Jemca so bila predstavljena tudi na mednarodnih umetniških sejmih (mdr. Art Moscow, Art Madrid, Art Paris) in skupinskih ter drugih razstavah ter festivalih v ZDA, Nemčiji, Rusiji, Avstriji, Italiji, Španiji, Belgiji, Franciji, Veliki Britaniji, na Japonskem, Češkem, Hrvaškem in Švedskem.
V Sloveniji je avtor samostojno razstavljal v Ljubljani, Novi Gorici, Domžalah, Celju, Velenju, Murski Soboti, na Jesenicah in Bledu, skupinsko pa večinoma v Ljubljani in Mariboru.
V svojem ustvarjanju se posveča predvsem slikarstvu, kiparstvu, risbi in prostorskim instalacijam, sicer pa tudi grafiki, videu in filmu. Leta 2003 je Gašper Jemec v sodelovanju s češko komponistko Sylvo Smejkalovo ustvaril trilogijo filmov za specifično multimedijsko prostorsko postavitev z naslovom 'Where do we begin / Kje se začnemo', ki je bila premierno predstavljena v razstavišču Quartier21, v MuseumsQuartierju na Dunaju.
Gašper Jemec deluje kot samostojni ustvarjalec na področju kulture.